# Baeotus aeilus
Espèce
Baeotus aeilus est une espèce de lépidoptères (papillons) de la famille des Nymphalidae, de la sous-famille des Nymphalinae, de la tribu des Coeini et du genre Baeotus.

## Dénomination
Baeotus aeilus a été décrit par l'entomologiste Caspar Stoll en 1780, sous le nom initial de Papilio aeilus.

### Synonymie
- Papilio aeilus Stoll, 1780 protonyme
- Eriboea aile (Hübner, 1819)
- Megistanis amazonicus (Riley, 1919)
- Baeotus amazonicus[2]

### Nom vernaculaire
Baeotus aeilus se nomme Amazonicus Beauty en anglais.

## Description
Baeotus aeilus  est un papillon d'une envergure d'environ 75 mm, à ailes postérieures dentelées avec une queue, qui présente un dimorphisme sexuel. Sur le dessus les mâles ont leurs ailes marron barrées d'une bande bleue alors que les femelles sont ornées de jaune pâle.
Le revers est blanc orné de lignes de petites marques noires avec un gros ocelle jaune proche de l'angle externe des ailes antérieures et un gros ocelle jaune pupillé de noir proche de l'angle anal des ailes postérieures.

## Biologie
Sa biologie est mal connue.

## Écologie et distribution
Il est présent en Amérique du Sud dans l'Amazonie et en particulier au Brésil et en Guyane.

### Biotope
Il réside en forêt tropicale amazonienne.

### Protection
Pas de statut de protection particulier.